# Station Dziemiany Kaszubskie
Station Dziemiany Kaszubskie is een spoorwegstation in Dziemiany